# 乌尔禾区
乌尔禾区（维吾尔语：ئورقۇ رايونى，拼音字母音译：Orku rayoni，拉丁维文：Orqu rayoni）是中国新疆维吾尔自治区克拉玛依市所辖的一个市辖区。总面积为2229平方公里，总人口約2万人。区人民政府驻柳树街街道。

## 行政区划
乌尔禾区下辖1个街道办事处、1个镇：
柳树街街道和乌尔禾镇。

## 人口
2020年末，根据第七次人口普查数据显示：全区常住人口为17940人。
2002年，全区总人口为1万人。

## 交通
- 217国道过境。

## 旅游景点
- 魔鬼城
- 白杨河大峡谷